# Frederick Silva
Pour les articles homonymes, voir Silva.
 (février 2024).
La mise en forme du texte ne suit pas les recommandations de Wikipédia : il faut le « wikifier ».
Les points d'amélioration suivants sont les cas les plus fréquents :
- Les titres sont pré-formatés par le logiciel. Ils ne sont ni en capitales, ni en gras.
- Le texte ne doit pas être écrit en capitales (les noms de famille non plus), ni en gras, ni en italique, ni en « petit »…
- Le gras n'est utilisé que pour surligner le titre de l'article dans l'introduction, une seule fois.
- L'italique est rarement utilisé : mots en langue étrangère, titres d'œuvres, noms de bateaux, etc.
- Les citations ne sont pas en italique mais en corps de texte normal. Elles sont entourées par des guillemets français : « et ».
- Les listes à puces sont à éviter, des paragraphes rédigés étant largement préférés. Les tableaux sont à réserver à la présentation de données structurées (résultats, etc.).
- Les appels de note de bas de page (petits chiffres en exposant, introduits par l'outil «  Source ») sont à placer entre la fin de phrase et le point final[comme ça].
- Les liens internes (vers d'autres articles de Wikipédia) sont à choisir avec parcimonie. Créez des liens vers des articles approfondissant le sujet. Les termes génériques sans rapport avec le sujet sont à éviter, ainsi que les répétitions de liens vers un même terme.
- Les liens externes sont à placer uniquement dans une section « Liens externes », à la fin de l'article. Ces liens sont à choisir avec parcimonie suivant les règles définies. Si un lien sert de source à l'article, son insertion dans le texte est à faire par les notes de bas de page.
- La présentation des références doit suivre les conventions bibliographiques. Il est recommandé d'utiliser les modèles {{Ouvrage}}, {{Chapitre}}, {{Article}}, {{Lien web}} et/ou {{Bibliographie}}. Le mode d'édition visuel peut mettre en forme automatiquement les références.
- Insérer une infobox (cadre d'informations à droite) n'est pas obligatoire pour parachever la mise en page.

Pour une aide détaillée, merci de consulter Aide:Wikification.
Si vous pensez que ces points ont été résolus, vous pouvez retirer ce bandeau et améliorer la mise en forme d'un autre article.
Frédérick ou Frederick Silva est un tueur à gages québécois, né le 5 juin 1980. Il a commencé ses activités criminelles dès le début de son adolescence.
Il agissait pour plusieurs organisations criminelles en même temps.
En 2019, Silva figurait parmi la liste des 10 fugitifs les plus recherchés du Québec.
En 2025, il devient le criminel ayant collaboré avec la justice Canadienne le mieux payé dans toute l’histoire du pays. La somme, toujours secrète pour le moment, est d’au moins 3 millions de dollars, donc plus que les 2.9 millions qu’avait reçu il y a plusieurs années le délateur Sylvain Boulanger, un ex-Hells Angels du chapitre de Sherbrooke.
L’entente de Silva inclut également d’autres bénéfices comme un service de protection de longue durée pour ses proches.
Comme il coopère à titre de témoin spécial - et non délateur - il obtient une immunité complète pour tous les crimes qu’il a confessés. Cependant, ses condamnations actives pour meurtres ne sont pas effacées et il est donc toujours condamné à la prison à perpétuité sans possibilité de libération conditionnelle avant 25 ans.

## Biographie
Pendant l’adolescence, il fréquente l’école secondaire Antoine-de-Saint-Exupéry à Saint-Léonard. Il a déjà la réputation d’être un dur a cuire. Il commence à vendre du cannabis, abandonne l’école et rejoint un gang de rue d’allégeance Bleu, les Cash Money Brothers.
Il se déplace souvent avec des couteaux et des armes, ce qui lui vaut le surnom de Psycho.
En 1997, Silva effectue son premier meurtre alors qu’il n’a que 16 ans. Avec un complice, il poignarde Yannick Larrivée, membre d’un gang ennemi. Initialement trois, ils commettent finalement le meurtre à deux. Craignant que le troisième adolescent les dénoncent, Silva et son complice le tuent avec un fusil de calibre .12 un an plus tard.
Avec son père et son frère, Silva commet différentes fraudes monétaires pendant sa jeunesse.
Silva a été reconnu coupable de trois meurtres ainsi que d'une tentative de meurtre. Il purge actuellement une peine de prison à vie sans possibilité de libération conditionnelle avant 25 ans. Au lendemain de sa comparution, les policiers tentent de le convaincre de devenir un délateur, mais il refuse. Cependant, il change de décision quelques semaines plus tard après que ses proches aient été victimes de menaces.
En devenant un délateur, les policiers croient pouvoir élucider plus d'une cinquantaine de meurtres que Silva aurait commis lui-même ou qu'il aurait commandés. En février 2024, plus de 65 contrats de meurtres sont étudiés par les autorités policières.
En novembre 2023, le chef de gang Gregory Woolley, un ami proche de Frédérick Silva, est tué en face d'un centre local de services communautaires à Saint-Jean-sur-Richelieu. Selon une hypothèse de la police, Woolley est assassiné à la suite de l'arrestation de Silva puisque Gregory agissait d’intermédiaire entre Silva et certains commanditaires de meurtres. Woolley était un des meilleurs clients de Frédérick Silva.
En décembre 2023, Samy Tamouro, un proche de Frédérick Silva, est assassiné dans une salle d'entrainement au Mexique,.
Pendant qu'il était en cavale entre 2017 et 2019, Silva a été aidé par plusieurs complices qui ont aussi été retrouvés morts par la suite. Le 11 mai 2022, Sébastien Giroux est criblé de balles à l'intersection des boulevards Saint-Michel et Crémazie Est, à Montréal. Un autre homme, Bernard Cherfan, lié à la pègre libanaise selon la police, est tué par balles dans un restaurant de Laval, le 1er juin 2022.

## Carrière criminelle
En 1999, il est emprisonné à la suite de trois condamnations : vol à main armée, menaces et possession d'arme. Huit ans plus tard, il est emprisonné pour 66 mois à la suite de condamnations pour des délits d'introduction par effraction, séquestration, complot pour vol qualifié et trafic de stupéfiants.
En 2017, une caméra de surveillance montre Frédérick Silva en train d'essayer de tuer Salvatore Scoppa, qui réussit à s'échapper. Scoppa est mort par balles deux ans plus tard. La participation de Silva au meurtre de Scoppa n'est pas prouvée.
Également en 2017, Silva est expulsé d'un bar de danseuses de Montréal avec un autre client, Daniel Armando Somoza Guildea, à la suite d'une dispute. Silva aurait tué Daniel Armando d'une balle avant de prendre la fuite dans un Range Rover rouge.
En 2018, Alessandro Vinci, l'exploitant de la concession automobile Automobiles Vinci de Chomedey est tué par balles. Les caméras de surveillance montrent Silva fuyant la scène quelques secondes plus tard. La police croit que le meurtre n’a aucun lien avec le crime organisé.
La même année, un trafiquant de drogues est atteint de plusieurs projectiles d'arme à feu. Il a cependant le temps de se réfugier à l'intérieur de sa résidence et d'appeler les policiers. Le pistolet-mitrailleur de Silva est retrouvé près des lieux du crime,.
Également en 2018, Sébastien Beauchamp, un ex-membre d'un groupe de motards criminalisés, est atteint d'une balle dans la tête. Le meurtre est attribué à Frédérick Silva[réf. nécessaire].
En 2020, de l'aveu de Silva lui-même, il commande le meurtre de Frantz Louis avec un téléphone cellulaire qu'il avait pu se procurer alors qu'il est incarcéré à la prison de Bordeaux des suites de son arrestation en 2019. Pendant une autre de ses déclarations, il mentionne également avoir fait plusieurs victimes innocentes au cours de sa carrière criminelle ― notamment le témoin d’un meurtre qu'il venait de commettre.
En 2023, Silva est entendu par la Cour suprême du Canada dans un litige qui l'oppose à La Presse. Le média montréalais a tenté de publier des informations relatives au déroulement du procès et à l'admission de certaines preuves avant que le jury ne soit formé, alors que le Code criminel prévoit un interdit de publication automatique dans ces situations. La Cour donne raison à Silva,,.
Le 16 février 2024, un complice de Silva, Girard Anglade, qui l’a aidé à fuir le pays après le meurtre de Daniel Armando en 2017, a été condamné à 37 mois de pénitencier. Il est cependant libéré sur le champ en raison du temps passé en détention préventive.

## Coopération avec la Sûreté du Québec
Lorsque Silva officialise sa collaboration avec la police, la Sûreté du Québec organise une opération d'extraction par hélicoptère afin de préserver la sécurité de Silva, potentiellement menacée par son statut de délateur.
En 2025, Silva conclut une entente avec la Sûreté du Québec pour sa coopération dans le projet Alliance. Il obtient une somme record faisant de lui le criminel ayant collaboré avec la justice canadienne le mieux payé.

## Les confessions de Silva

### Yannick Larrivée
La première victime de Silva, membre du gang rival des Bad Boys. Il est poignardé à mort en 1997 par Silva et son complice, Ihoan Paquette Arcouette.

### Stéphane Lia
Deuxième victime de Silva. C'était le troisième complice dans le meurtre de Yannick Larrivée, il se désiste toutefois avant de passer à l’acte. Craignant qu’il ne les dénonce, Silva et son complice Ihoan Paquette Arcouette le tuent un an après le meurtre de Yannick Larrivée. En 2007, Arcouette est arrêté et condamné en lien avec ce meurtre.

### André Sauvageau
André “Frisé” Sauvageau, un ex-Hells Angels autrefois Rock Machine, fut déclaré mort de causes naturelle dans sa cellule de la prison de Rivière-des-prairies en 2019, Frédérick révèle qu’il a reçu une commande de meurtre de la part de Gregory Woolley.
André Sauvageau est empoisonné au fentanyl par un détenu qui est complice de Silva. « Tu diras à Mom que c’est de ma part » lui aurait dit Woolley. 
La coroner Julie-Kim Grondin avait pourtant déclaré qu’André Sauvageau est mort de façon naturelle dans son rapport.
L’assassinat de Sauvageau est motivé par la vengeance de Maurice “Mom” Boucher. Alors que Mom était incarcéré à perpétuité, André Sauvageau a été vu en voyage organisé dans le Sud avec l'ex-femme de celui-ci, la mère de sa fille. Mom n’appréciait pas particulièrement Frisé puisqu’il était dans l’autre camp pendant la guerre des motards. 

### Giuseppe De Vito
Frédérick confirme également qu’un ancien mafieux à la solde du clan Rizzuto de la mafia montréalaise aurait été assassiné par ceux-ci. Giuseppe De Vito, surnommé Ponytail est mort empoisonné au cyanure alors qu’il est incarcéré au pénitencier de Donnacona. Frédérick n’aurait cependant pas participé au meurtre.

### Chénier Dupuy
Chénier "Big" Dupuy était le chef d’un gang de rue montréalais nommé les Bo-Gars. Fréderick Silva révéla que Gregory Woolley lui même aurait appuyé sur la gâchette durant l’été 2012. 
Chénier aurait refusé de travaillé pour les motards tout en donnant une gifle directement au visage de Gregory Woolley. Des motards présents sur place auraient conseillé à Woolley de vite régler cet incident s’il ne voulait pas perdre son momentum. En août 2012,  Dupuy est criblé de balles par un suspect de race noire dans le stationnement des Galeries d’Anjou.

### Lamartine Sévere Paul
Également membre des Bo-Gars, il est proche de Chénier Dupuy. Il est assassiné devant sa résidence 7 heures après le meurtre de son chef pour les mêmes raisons que ce dernier. Silva révéla que Woolley serait aussi le tueur dans ce meurtre. 

### Ducarme Joseph
Le chef du gang 67 est criblé de balles au coin du boulevard Saint-Michel et de la rue Michel-Ange en 2014. Il était soupçonné par le clan Rizzuto d’être celui ayant tué Nick Rizzuto, le fils ainé du parrain Vito Rizzuto. Frédérick a planifié le meurtre de Ducarme Joseph et est devenu membre de la famille Rizzuto par la suite.

### Daniel Renaud
Ce journaliste d’expérience du quotidien La Presse était l’objet d’un contrat de meurtre de 100 000$ offert par Frédérick Silva en 2021. Daniel Renaud couvrait le procès de Silva pour 3 meurtres, et a publié de nombreux articles en lien avec celui-ci. Silva fut irrité de la façon dont Daniel Renaud écrivait ses articles. Le contrat est resté en vigueur pendant 2 mois avant qu’il ne l’annule lui-même. Silva a fait cette déclaration en 2022 lorsqu’il est devenu un délateur. Cette nouvelle a eu l’effet d’une bombe au sein de la classe politique. 